# Abendgymnasium Salzburg
Das Abendgymnasium Salzburg ist eine staatliche allgemeinbildende höhere Schule der berufsbegleitenden Bildung und des zweiten Bildungswegs in der österreichischen Stadt Salzburg. Als Abendschule bietet es Personen ab 17 Jahren die Möglichkeit, die Reifeprüfung (Abendmatura) und damit den vollen Universitäts- und Fachhochschulzugang zu erlangen. Ort der Präsenz-Lehrveranstaltungen sind die Unterrichtsräume im Christian-Doppler-Gymnasium im Stadtteil Lehen.

## Geschichte
Das Salzburger Abendgymnasium wurde im Herbst 1957 gegründet. Es ist das älteste der acht österreichischen Abendgymnasien mit Öffentlichkeitsrecht (AHS für Berufstätige, Sonderform des Gymnasiums nach § 37 Abs. 3 Schulorganisationsgesetz).

## Unterrichtsangebot
Der Unterricht findet abends statt und ist kostenlos. Eine umfassende Allgemeinbildung, der Umgang mit neuen Medien, das Erlernen von Fremdsprachen, sowie das Beherrschen von Schlüsselqualifikationen stehen im Mittelpunkt der Ausbildung. Das modulare Kurssystem lässt sich individuell auf die Bedürfnisse der Studierenden abstimmen, wodurch sich die Studiendauer gegebenenfalls verkürzen lässt. Es ist auch möglich, die Matura in Teilen abzulegen, denn der Lehrstoff ist in Module gegliedert, die mittels Semester- oder Gesamt-Abschlussprüfungen auch hintereinander absolviert werden können.
Das Unterrichtskonzept umfasst, abhängig von der individuellen Wahl, entweder die klassische Form des Abendgymnasiums mit Unterricht vor Ort und Montag bis Freitag oder das Fernstudium, in dem an zwei Abenden pro Woche gemeinsamer Unterricht (Präsenzabende) stattfindet.
Die Kernunterrichtszeiten sind in der Regel von 18.45 Uhr bis 21.55 Uhr; in manchen Fällen beginnt der Unterricht etwas früher. Die Schule bietet auch Stipendien und Förderungen an.

### Abendstudium

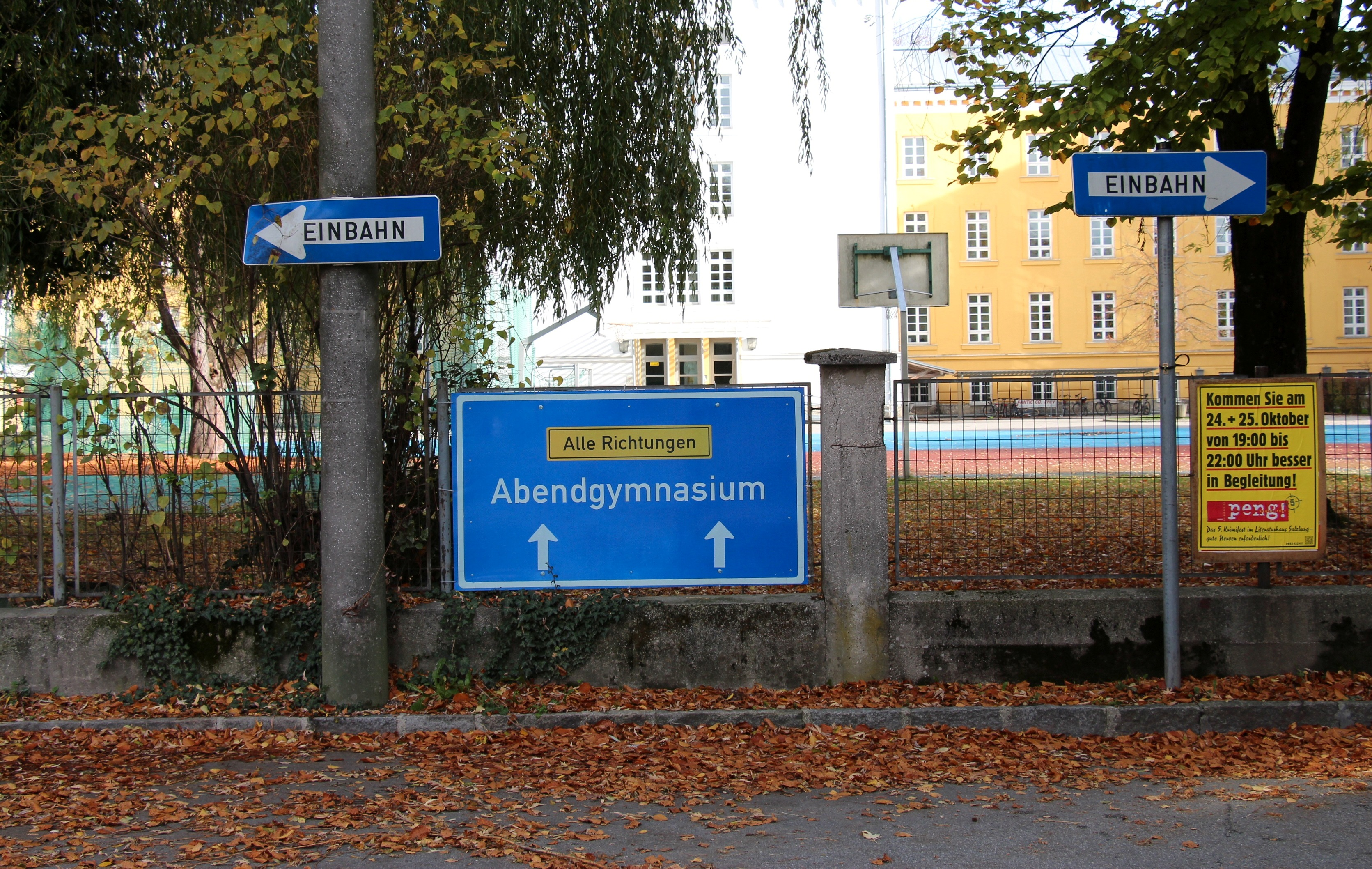
Werbetafel für den Besuch des Abendgymnasiums mit Blick auf die Hinterseite des Schulgebäudes

Folgende Fächer sind gemäß dem österreichischen Lehrplan der AHS für Berufstätige für alle Zweige vorgeschrieben:
- Deutsch, Englisch, Mathematik: je 8 Module
- Latein oder Französisch: 5 Module
- Geografie und Wirtschaftskunde, Geschichte und Politische Bildung, Biologie und Umweltkunde, Chemie, Physik, Philosophie und Psychologie: je 2 Module
- Informatik: 1 Modul
- Wenn Religion (5 Module) belegt wird, kann in diesem Fach auch maturiert werden.

Im 7. Semester erfolgt die Wahl zwischen zwei Schulzweigen:
| Wirtschaftskundlicher Zweig(Schwerpunkt: Informatik und Ökonomie/Ökologie): - Ökologie und Ökonomie: 3 Module - Informatik: 2 Module (mit Pflichtmodul also insgesamt 3) - Bildnerische Erziehung oder Musikerziehung: 1 Modul - Freiwillig kann zusätzlich ein zweiter Kurs in BE oder ME besucht werden. Dann kann in diesem Gegenstand auch maturiert werden. - Die zweite Fremdsprache (Latein oder Französisch) wird mit dem 5. Modul abgeschlossen. | Gymnasialer Zweig(Schwerpunkt: Sprachen und musische Fächer): - Latein oder Französisch: 2 Module (mit Pflichtnodulen also insgesamt 7) - Bildnerische Erziehung und Musikerziehung: je 1 Modul - ein zweites Modul aus BE oder ME (in dem Fach, das 2 Semester besucht wurde, kann auch maturiert werden) |

### Fernstudium
Im Fernstudium werden die gleichen Fächer und Schultypen wie im regulären Abendgymnasium angeboten, der strukturelle Aufbau ist ebenfalls der gleiche, sodass jederzeit die Studienform gewechselt werden kann. Das Fernstudium ist vor allem für folgenden Personenkreis gedacht:
- Berufstätige mit unregelmäßiger Arbeitszeit oder Nachtdiensten
- Personen, die aus familiären Gründen nicht am regelmäßigen Abendunterricht teilnehmen können (Betreuungs- und Pflegepflichten)
- Berufstätige, die aus (verkehrs-)geografischen Gründen nicht täglich den Unterricht besuchen können